# 24697 Rastrelli
24697 Rastrelli (1990 SK28) là một tiểu hành tinh vành đai chính được phát hiện ngày 24 tháng 9 năm 1990 bởi G. R. Kastel' và L. V. Zhuravleva ở Đài vật lý thiên văn Crimean.